# جامعة زيورخ للعلوم التطبيقية
جامعة زيورخ للعلوم التطبيقية (بالألمانية:Zürcher Fachhochschule، وبالإنكليزية:Zurich University of Applied Sciences) هي من أقدم وثاني أكبر الجامعات السويسرية.

## تاريخ الجامعة
تتكون الجامعة من 5 معاهد، تاسس أول معهد عام 1874 وفي عام 2007 اتحدت المعاهد تحت اسم (جامعة زيورخ للعلوم التطبيقية)

## جامعات العلوم التطبيقية
بحسب التصنيف السويسري-الألماني فهناك نوعين للجامعات:
- جامعة (Universität)
- جامعات العلوم التطبيقية (Fachhochschule/Hochschule)
- المعاهد (Höhere Fachschulen)

يحق للجامعات (Universität) التدريس حتى شهادات الدكتوراه اما (Hochschule) يحق لهم التدريس حتى درجة الماجستير (في النظام السويسري يحق لجامعات العلوم التطبيقية تدريس الدكتوراه فقط عن طريق جامعات شقيقة من دولة أخرى) اما المعاهد (Höhere Fachschulen) فلا يحق لهم إلا تدريس الديبلوم (3 سنوات على الأكثر) (المعهد الفدرالي السويسري ETH/EPFL لا يدخل تحت أي من هذه التصانيف له تصنيف خاص واستثنائي) فالمعهد الفدرالي السويسري يحق لهم التدريس حتى الدكتوراه.
فمثلاً الهندسة بكل فروعها لا يحق للجامعات تدريسها، يتم تدريسها فقط في جامعات العلوم التطبيقية (Hochschule) حتى درجة الماجستير وان احب الطلاب ان يتابع دراسة الدكتوراه فيجب الاتحاق بـ المعهد الفدرالي السويسري ETH/EPFL في زيورخ أو لوزان

## قائمة باكبر 3 جامعات في سويسرا
ثلاث أكبر جامعات سويسرية تقع في مدينة زيورخ
1. جامعة زيورخ (University of Zurich) الموقع:  عدد الطلاب: 18,228
2. جامعة زيورخ للعلوم التطبيقية (Zurich University of Applied Sciences) الموقع:  عدد الطلاب: 15,334
3. المعهد الفدرالي السويسري (Swiss Federal Institute of Technology) الموقع:  عدد الطلاب: 15,093

## وصلات خارجية
- Zurich University of Applied Sciences
- ZHAW website
- Zurich University of the Arts (ZHdK) website
- Zurich University of Teacher Education
- Zurich University of Applied Sciences in Business Administration (HWZ)
- Zurich University of Technology (HSZ-T)
- Erasmus Student Network Winterthur
- English web portal of the city of Winterthur
- Information about the Zurich University of Applied Sciences